# Praxis mit Meerblick – Geheimnisse
Geheimnisse ist ein deutscher Fernsehfilm von Franziska Hörisch aus dem Jahr 2024. Es handelt sich um den zweiundzwanzigsten Film der ARD-Reihe Praxis mit Meerblick mit Tanja Wedhorn als Ärztin Nora Kaminski in der Hauptrolle. Die deutsche Erstausstrahlung erfolgte am 3. Mai 2024 auf dem ARD-Sendeplatz „Endlich Freitag im Ersten“.

## Handlung
Die Inselärztin Nora Kaminski bekommt es diesmal mit der Patientin Saskia Menke zu tun, die unvermittelt zusammenbricht und auf der Intensivstation ungewöhnliche Herzinfarktsymptome bemerkt. Tatsächlich kann bei Menke Kaminskis Vermutung, die Ursache sei seelisch, bestätigt werden, denn die Patientin leidet an dem Broken-Heart-Syndrom, ausgelöst durch einen Konflikt zwischen ihrem Mann Gerrit und ihrem Sohn Laurin.

## Produktionsnotizen
Die Dreharbeiten für Geheimnisse erstreckten sich zeitgleich mit der vorhergehenden Episode Schiffbruch vom 29. August 2023 bis zum 26. Oktober 2023. Die Produktion erfolgte durch die Real Film Berlin. Als Schauplätze dienten die Insel Rügen und die deutsche Landeshauptstadt Berlin.

## Rezeption

### Einschaltquote
Die Erstausstrahlung am 3. Mai 2024 im Ersten wurde von 3,65 Millionen Zuschauern gesehen, was einem Marktanteil von 14,4 % entspricht.

### Kritik
Die Kritiker der Fernsehzeitschrift TV Spielfilm zeigten mit dem Daumen nach oben und fassten den Film mit den Worten „Die etwas ernstere Tonlage tut richtig gut“ zusammen.